# Заліве-Пеґавкі
Заліве-Пеґавкі (пол. Zaliwie-Piegawki) — село в Польщі, у гміні Мокободи Седлецького повіту Мазовецького воєводства.
Населення — 142 особи (2011).
У 1975-1998 роках село належало до Седлецького воєводства.

## Демографія
Демографічна структура станом на 31 березня 2011 року:
|          | Загалом | Допрацездатний вік | Працездатний вік | Постпрацездатний вік |
| -------- | ------- | ------------------ | ---------------- | -------------------- |
| Чоловіки | 74      | 16                 | 46               | 12                   |
| Жінки    | 68      | 11                 | 38               | 19                   |
| Разом    | 142     | 27                 | 84               | 31                   |